# Karlo, vojvoda Drača
Karlo Drački (talijanski Carlo di Durazzo; 1323. — 23. siječnja 1348.) bio je napuljski plemić, najstariji sin Ivana, dračkog vojvode i njegove supruge Agneze.
Karlo je naslijedio svoga oca 1336. godine.
Dana 21. travnja 1343., Karlo se oženio Marijom Kalabrijskom. Marijina je sestra bila kraljica Ivana I. Napuljska. Marija je Karlu rodila nekoliko kćeri: Ivanu, Agnezu, Klemenciju i Margaretu. Margareta se udala za ugarsko-hrvatskog kralja. Karlo je imao i sina Luja (prosinac 1343. – 14. siječnja 1344.).